# Nick Latta
Nickolas „Nick“ Latta (* 5. Oktober 1993 in Schongau) ist ein deutsch-kanadischer Eishockeyspieler, der seit Februar 2022 bei den Ravensburg Towerstars in der DEL2 unter Vertrag steht und dort auf der Position des Centers spielt. Zuvor war Latta bereits für die Kölner Haie, Grizzlys Wolfsburg und Straubing Tigers in der Deutschen Eishockey Liga (DEL) aktiv.

## Karriere
Nickolas Latta spielte ab der Saison 2008/09 für den SC Riessersee in der Deutschen Nachwuchsliga (DNL). In seiner ersten Spielzeit erzielte der Stürmer in 35 Spielen zehn Tore und insgesamt 17 Punkte. Mit seinem Team schied er in den folgenden Playoffs in der ersten Runde gegen die Juniorenmannschaft der Heilbronner Falken aus. In der DNL-Saison 2009/10 konnte Latta seine Punkteausbeute deutlich steigern und in 34 Partien 31 Tore sowie 31 Torvorlagen erzielen. Der SC Riessersee konnte sich jedoch nicht für die Play-offs qualifizieren. Nick Latta wurde beim CHL Import Draft 2010 in der zweiten Runde an 62. Position von den Sarnia Sting aus der Ontario Hockey League (OHL) ausgewählt. Er entschied sich für einen Wechsel nach Nordamerika und absolvierte in der Saison 2010/11 insgesamt 61 Spiele für die Sting, in denen er 15 Scorerpunkte erzielte. Insgesamt vier Jahre spielte er für Sarnia  in der kanadischen Juniorenliga, wobei er im letzten Jahr immerhin 66 Punkte (38 Tore, 28 Assists) erreichte. 
Nachdem der Deutsch-Kanadier mit 20 Jahren die Altersgrenze für die Juniorenliga erreicht hatte, erhielt er 2014 die Möglichkeit für das Farmteam der New York Rangers – das Hartford Wolf Pack – in der American Hockey League (AHL) zu spielen, wo er in elf Spielen zwei Punkte erzielte. Als ihm für die Saison 2014/15 die Abschiebung in die ECHL zu den Greenville Road Warriors drohte, kehrte er nach Deutschland zurück und unterschrieb einen Vertrag bei den Kölner Haien aus der Deutschen Eishockey Liga (DEL). Der Vertrag wurde während der Spielzeit 2014/15 um ein weiteres Jahr verlängert.
Am 10. Januar 2018 kündigte Latta den Vertrag bei den Kölner Haien und unterschrieb nur zwei Tage später bei den Wichita Thunder aus der ECHL einen Vertrag bis zum Ende der Saison. Anfang April 2018 wurde der Stürmer beim DEL-Klub Grizzlys Wolfsburg als Neuzugang vorgestellt. Nach zwei Jahren in Wolfsburg (17 Scorerpunkte in 82 Spielen) wechselte er zur Saison 2020/21 zu den Straubing Tigers. Im Mai 2021 wurde Latta von den Blue Devils Weiden aus der Oberliga Süd verpflichtet und traf dort auf seinen jüngeren Bruder Louis und seinen Vater Kenneth. Letzterer war bei den Blue Devils als Sportdirektor angestellt. Im Februar 2022 wurde Ken Latta in Weiden freigestellt und seine Söhne verließen den Klub. Wenige Tage später wurden die Brüder von den Ravensburg Towerstars aus der DEL2 verpflichtet. Mit Ravensburg gewann Latta im Frühjahr 2023 die Meisterschaft der DEL2.

### International
Nick Latta vertrat die deutsche Nationalmannschaft erstmals bei einem internationalen Turnier bei der U20-Junioren-Weltmeisterschaft 2011. Der Angreifer absolvierte in diesem Turnier vier Spiele, in denen er ohne Punkterfolg blieb. Weitere Einsätze hatte er bei der U18-Junioren-Weltmeisterschaft 2011 sowie den U20-Junioren-Weltmeisterschaften 2012 in der Division IA und nach dem Wiederaufstieg im Jahr 2013.

## Erfolge und Auszeichnungen
- 2012 Aufstieg in die Top-Division bei der U20-Junioren-Weltmeisterschaft der Division IA
- 2023 DEL2-Meister  mit den Ravensburg Towerstars

## Karrierestatistik
Stand: Ende der Saison 2024/25

### International
Vertrat Deutschland bei:
- U20-Junioren-Weltmeisterschaft 2011
- U18-Junioren-Weltmeisterschaft 2011
- U20-Junioren-Weltmeisterschaft der Division IA 2012
- U20-Junioren-Weltmeisterschaft 2013

(Legende zur Spielerstatistik: Sp oder GP = absolvierte Spiele; T oder G = erzielte Tore; V oder A = erzielte Assists; Pkt oder Pts = erzielte Scorerpunkte; SM oder PIM = erhaltene Strafminuten; +/− = Plus/Minus-Bilanz; PP = erzielte Überzahltore; SH = erzielte Unterzahltore; GW = erzielte Siegtore; 1 Play-downs/Relegation; Kursiv: Statistik nicht vollständig)

## Familie
Lattas in Kanada geborener Vater Kenneth und war in Deutschland sowohl als Eishockeyspieler als auch Trainer tätig. Sein Onkel David war ebenfalls professioneller Eishockeyspieler und bestritt 36 Partien in der National Hockey League (NHL). Nick Lattas jüngerer Bruder Louis Latta ist ebenso als Eishockeyspieler aktiv.